# Praia Clube 2023-2024 (pallavolo femminile)
Questa voce raccoglie le informazioni riguardanti il Praia Clube nella stagione 2023-2024.

## Stagione
Il Praia Clube utilizza la denominazione sponsorizzata Dentil/Praia Clube nella stagione 2023-24.
Partecipa alla Superliga Série A ottenendo un terzo posto in regular season: ai play-off scudetto supera ai quarti di finale il Bauru in tre gare, mentre in semifinale elimina la testa di serie numero 1 del Rio de Janeiro, venendo poi sconfitto nella finale scudetto dal Minas.
Nelle altre competizioni nazionali, dopo aver perso la finale di Supercoppa brasiliana sempre contro le rivali del Minas, i due club si incontrano nuovamente in finale di Coppa del Brasile – alla quale le giallo-nere accedono eliminando prima il Bauru e poi il Rio de Janeiro – con il club di Uberlândia che conquista la coppa nazionale per la prima volta nella sua storia.
In ambito internazionale si spinge fino in semifinale al campionato mondiale per club, perdendo contro l'Eczacıbaşı, venendo poi sconfitto anche nella finale per il terzo posto dal Tianjin; disputa inoltre la finale del campionato sudamericano per club, perdendo anche in questo caso il derby contro Minas. 
A livello locale si aggiudica per la nona volta il Campionato Mineiro.

## Organigramma societario
Area direttiva
- Presidente: Carlos Braga

Area tecnica
- Allenatore: Paulo Barros
- Secondo allenatore: Marco Di Bonifácio
- Assistente allenatore: Amorival de Almeida
- Preparatore atletico: Renato Fonseca

Area sanitaria
- Fisioterapista: Mariana Resende

## Rosa
| N° | Nome                | Ruolo | Data di nascita   | Nazionalità sportiva |
| -- | ------------------- | ----- | ----------------- | -------------------- |
| 2  | Natália de Araújo   | L     | 10 aprile 1997    | Brasile              |
| 3  | Dobriana Rabadžieva | S     | 14 giugno 1991    | Bulgaria             |
| 4  | Cláudia da Silva    | P     | 21 settembre 1987 | Brasile              |
| 5  | Adenízia da Silva   | C     | 18 dicembre 1986  | Brasile              |
| 7  | Sof'ja Kuznecova    | S     | 31 ottobre 1999   | Russia               |
| 8  | Naiane Rios         | P     | 29 novembre 1994  | Brasile              |
| 9  | Gabriela Martins    | C     | 5 marzo 1996      | Brasile              |
| 10 | Tainara Santos      | O     | 9 marzo 2000      | Brasile              |
| 13 | Kasiely Clemente    | S     | 6 dicembre 1993   | Brasile              |
| 14 | Lorena Viezel       | C     | 21 luglio 1999    | Brasile              |
| 15 | Monique Pavão       | O     | 31 ottobre 1986   | Brasile              |
| 16 | Priscila Souza      | S     | 29 ottobre 1987   | Brasile              |
| 17 | Suelen Pinto        | L     | 4 ottobre 1987    | Brasile              |
| 18 | Milka Silva         | C     | 18 luglio 1994    | Brasile              |
| 20 | Milla Camurça       | P     | 12 maggio 1992    | Brasile              |

## Mercato
| Acquisti | Acquisti            | Acquisti         | Acquisti   |
| R.       | Nome                | da               | Modalità   |
| -------- | ------------------- | ---------------- | ---------- |
| P        | Milla Camurça       | Bradesco         | definitivo |
| C        | Adenízia da Silva   | Osasco           | definitivo |
| L        | Natália de Araújo   | Osasco           | definitivo |
| S        | Sof'ja Kuznecova    | Cuneo Granda     | definitivo |
| C        | Gabriela Martins    | Pinheiros        | definitivo |
| O        | Monique Pavão       | Rio de Janeiro   | definitivo |
| S        | Dobriana Rabadžieva | Dinamo-Ak Bars   | definitivo |
| P        | Naiane Rios         | Pinheiros        | definitivo |
| C        | Milka Silva         | Volero Le Cannet | definitivo |
| S        | Priscila Souza      | Minas            | definitivo |
| C        | Lorena Viezel       | Bauru            | definitivo |

| Cessioni | Cessioni              | Cessioni        | Cessioni   |
| R.       | Nome                  | a               | Modalità   |
| -------- | --------------------- | --------------- | ---------- |
| S        | Anne Buijs            | AGIL            | definitivo |
| C        | Ana Carolina da Silva | Savino Del Bene | definitivo |
| C        | Letícia Hage          | Bauru           | definitivo |
| S        | Vanessa Janke         | Fluminense      | definitivo |
| C        | Angélica Malinverno   | Benfica         | definitivo |
| S        | Brayelin Martínez     | Dinamo-Ak Bars  | definitivo |
| C        | Jineiry Martínez      | Azərreyl        | definitivo |
| P        | Lyara Medeiros        | Bauru           | definitivo |
| L        | Juliana Perdigão      | Bauru           | definitivo |
| O        | Ariane Teixeira       | Fluminense      | definitivo |
| P        | Jordane Tolentino     | Mackenzie       | definitivo |

## Risultati

### Superliga Série A

#### Girone di andata
| 1ª giornata - 7 novembre 2023 Ginásio Oranides do Nascimento, Uberlândia  | Praia Clube    | 3 - 0 | São Caetano | 25-19, 25-17, 25-19               |
| 2ª giornata - 14 novembre 2023 Ginásio Oranides do Nascimento, Uberlândia | Praia Clube    | 3 - 0 | Blumenau    | 25-22, 25-20, 25-14               |
| 3ª giornata - 20 novembre 2023 Ginásio Oranides do Nascimento, Uberlândia | Praia Clube    | 3 - 0 | Brasília    | 25-16, 25-14, 25-23               |
| 4ª giornata - 28 novembre 2023 Ginásio Oranides do Nascimento, Uberlândia | Praia Clube    | 3 - 0 | Amavolei    | 25-21, 25-21, 25-20               |
| 5ª giornata - 3 dicembre 2023 Ginásio Poliesportivo José Corrêa, Barueri  | Barueri        | 2 - 3 | Praia Clube | 25-22, 21-25, 25-20, 20-25, 12-15 |
| 6ª giornata - 7 dicembre 2023 Ginásio Oranides do Nascimento, Uberlândia  | Praia Clube    | 3 - 1 | Pinheiros   | 25-21, 25-20, 19-25, 25-21        |
| 7ª giornata - 11 novembre 2023 Ginásio Poliesportivo Paulo Skaf, Bauru    | Bauru          | 3 - 0 | Praia Clube | 25-23, 25-19, 25-16               |
| 8ª giornata - 18 novembre 2023 Ginásio Oranides do Nascimento, Uberlândia | Praia Clube    | 3 - 1 | Fluminense  | 25-17, 25-17, 24-26, 25-11        |
| 9ª giornata - 6 gennaio 2024 Ginásio do Maracanãzinho, Rio de Janeiro     | Rio de Janeiro | 3 - 0 | Praia Clube | 25-21, 25-20, 25-16               |
| 10ª giornata - 11 gennaio 2024 Ginásio Oranides do Nascimento, Uberlândia | Praia Clube    | 1 - 3 | Osasco      | 26-28, 20-25, 25-18, 20-25        |
| 11ª giornata - 14 gennaio 2024 Arena Juscelino Kubitschek, Belo Horizonte | Minas          | 2 - 3 | Praia Clube | 25-17, 25-18, 22-25, 37-39, 9-15  |

#### Girone di ritorno
| 12ª giornata - 18 gennaio 2024 Ginásio Milton Feijão, São Caetano do Sul   | São Caetano | 0 - 3 | Praia Clube    | 17-25, 14-25, 13-25               |
| 13ª giornata - 27 gennaio 2024 Ginásio Sebastião Cruz, Blumenau            | Blumenau    | 2 - 3 | Praia Clube    | 29-27, 25-15, 24-26, 18-25, 11-15 |
| 14ª giornata - 3 febbraio 2024 Ginásio Sesi Taguatinga, Brasilia           | Brasília    | 2 - 3 | Praia Clube    | 25-21, 25-21, 18-25, 23-25, 12-15 |
| 15ª giornata - 8 febbraio 2024 Ginásio Francisco Bueno Neto, Maringá       | Amavolei    | 0 - 3 | Praia Clube    | 17-25, 23-25, 18-25               |
| 16ª giornata - 11 febbraio 2024 Ginásio Oranides do Nascimento, Uberlândia | Praia Clube | 3 - 0 | Barueri        | 25-13, 25-15, 25-12               |
| 17ª giornata - 23 febbraio 2024 Ginásio Henrique Villaboim, San Paolo      | Pinheiros   | 0 - 3 | Praia Clube    | 16-25, 20-25, 15-25               |
| 18ª giornata - 28 febbraio 2024 Ginásio Oranides do Nascimento, Uberlândia | Praia Clube | 3 - 1 | Bauru          | 25-16, 25-22, 21-25, 25-13        |
| 19ª giornata - 10 marzo 2024 Ginásio da Hebraica, Rio de Janeiro           | Fluminense  | 3 - 2 | Praia Clube    | 28-26, 19-25, 25-20, 15-25, 15-10 |
| 20ª giornata - 14 marzo 2024 Ginásio Oranides do Nascimento, Uberlândia    | Praia Clube | 0 - 3 | Rio de Janeiro | 25-27, 20-25, 23-25               |
| 21ª giornata - 17 marzo 2024 Ginásio Professor José Liberatti, Osasco      | Osasco      | 1 - 3 | Praia Clube    | 15-25, 25-21, 35-37, 20-25        |
| 22ª giornata - 23 marzo 2024 Ginásio Oranides do Nascimento, Uberlândia    | Praia Clube | 0 - 3 | Minas          | 23-25, 23-25, 21-25               |

#### Play-off scudetto
| Quarti di finale (gara 1) - 26 marzo 2024 Ginásio Oranides do Nascimento, Uberlândia | Praia Clube    | 3 - 2 | Bauru          | 16-25, 18-25, 25-23, 25-19, 15-11 |
| Quarti di finale (gara 2) - 29 marzo 2024 Ginásio Poliesportivo Paulo Skaf, Bauru    | Bauru          | 3 - 2 | Praia Clube    | 21-25, 19-25, 25-23, 25-21, 15-9  |
| Quarti di finale (gara 3) - 3 aprile 2024 Ginásio Oranides do Nascimento, Uberlândia | Praia Clube    | 3 - 2 | Bauru          | 25-17, 25-16, 21-25, 24-26, 15-12 |
| Semifinali (gara 1) - 8 aprile 2024 Ginásio Oranides do Nascimento, Uberlândia       | Praia Clube    | 3 - 2 | Rio de Janeiro | 19-25, 25-20, 25-19, 22-25, 15-9  |
| Semifinali (gara 2) - 12 aprile 2024 Ginásio do Tijuca Tênis Clube, Rio de Janeiro   | Rio de Janeiro | 1 - 3 | Praia Clube    | 25-23, 16-25, 20-25, 21-25        |
| Finale - 21 aprile 2024 Ginásio Geraldão, Recife                                     | Minas          | 3 - 1 | Praia Clube    | 23-25, 25-21, 16-25, 21-25        |

### Coppa del Brasile
| Quarti di finale - 23 gennaio 2024 Ginásio Oranides do Nascimento, Uberlândia | Praia Clube    | 3 - 2 | Bauru       | 20-25, 19-25, 25-22, 25-16, 15-9  |
| Semifinali - 2 marzo 2024 Arena Multiuso, São José                            | Rio de Janeiro | 0 - 3 | Praia Clube | 21-25, 21-25, 18-25               |
| Finale - 3 marzo 2024 Arena Multiuso, São José                                | Praia Clube    | 3 - 2 | Minas       | 25-23, 29-27, 22-25, 16-25, 16-14 |

### Supercoppa brasiliana
| Finale - 3 novembre 2023 Arena Hall, Belo Horizonte | Praia Clube | 2 - 3 | Minas | 19-25, 26-24, 22-25, 25-21, 12-15 |

### Campionato mondiale

#### Fase a gironi
| 2ª giornata - 14 dicembre 2023 Yellow Dragon Sports Center, Hangzhou | Praia Clube | 3 - 0 | Sport Center 1 | 25-10, 25-22, 27-25 |
| 3ª giornata - 15 dicembre 2023 Yellow Dragon Sports Center, Hangzhou | VakıfBank   | 3 - 0 | Praia Clube    | 25-16, 25-14, 25-19 |

#### Fase finale
| Semifinale - 16 dicembre 2023 Yellow Dragon Sports Center, Hangzhou      | Eczacıbaşı  | 3 - 1 | Praia Clube | 25-16, 25-12, 25-27, 25-22 |
| Finale 3º posto - 17 dicembre 2023 Yellow Dragon Sports Center, Hangzhou | Praia Clube | 1 - 3 | Tianjin     | 23-25, 20-25, 25-17, 19-25 |

### Campionato sudamericano

#### Fase a gironi
| 1ª giornata - 14 febbraio 2024 Ginásio Paulo Skaf, Bauru | Praia Clube | 3 - 0 | Atlético Barbato | 25-12, 25-9, 25-7   |
| 2ª giornata - 16 febbraio 2024 Ginásio Paulo Skaf, Bauru | Praia Clube | 3 - 0 | Regatas Lima     | 25-15, 25-18, 25-14 |

#### Fase finale
| Semifinale - 17 febbraio 2024 Ginásio Paulo Skaf, Bauru | Praia Clube | 3 - 0 | Bauru       | 25-20, 25-19, 25-19               |
| Finale - 18 febbraio 2024 Ginásio Paulo Skaf, Bauru     | Minas       | 3 - 2 | Praia Clube | 24-26, 16-25, 25-19, 25-22, 15-11 |

## Statistiche

### Statistiche di squadra
| Competizione            | Punti | In casa | In casa | In casa | In trasferta | In trasferta | In trasferta | Totale | Totale | Totale |
| Competizione            | Punti | G       | V       | P       | G            | V            | P            | G      | V      | P      |
| ----------------------- | ----- | ------- | ------- | ------- | ------------ | ------------ | ------------ | ------ | ------ | ------ |
| Superliga Série A       | 45    | 14      | 11      | 3       | 13           | 9            | 4            | 28     | 20     | 8      |
| Coppa del Brasile       | -     | 1       | 1       | 0       | 0            | 0            | 0            | 3      | 3      | 0      |
| Supercoppa brasiliana   | -     | -       | -       | -       | -            | -            | -            | 1      | 0      | 1      |
| Campionato mondiale     | 3     | -       | -       | -       | -            | -            | -            | 4      | 1      | 3      |
| Campionato sudamericano | 6     | -       | -       | -       | -            | -            | -            | 4      | 3      | 1      |
| Totale                  | -     | 15      | 12      | 3       | 13           | 9            | 4            | 40     | 27     | 13     |

### Statistiche dei giocatori
| Giocatore     | Superliga Série A | Superliga Série A | Superliga Série A | Superliga Série A | Superliga Série A | Campionato mondiale | Campionato mondiale | Campionato mondiale | Campionato mondiale | Campionato mondiale | Campionato sudamericano | Campionato sudamericano | Campionato sudamericano | Campionato sudamericano | Campionato sudamericano |
| Giocatore     | P                 | PT                | AV                | MV                | BV                | P                   | PT                  | AV                  | MV                  | BV                  | P                       | PT                      | AV                      | MV                      | BV                      |
| ------------- | ----------------- | ----------------- | ----------------- | ----------------- | ----------------- | ------------------- | ------------------- | ------------------- | ------------------- | ------------------- | ----------------------- | ----------------------- | ----------------------- | ----------------------- | ----------------------- |
| M. Camurça    | 18                | 5                 | 1                 | 2                 | 2                 | -                   | -                   | -                   | -                   | -                   | 4                       | 0                       | 0                       | 0                       | 0                       |
| K. Clemente   | 28                | 261               | 222               | 29                | 10                | 4                   | 4                   | 3                   | 1                   | 0                   | 4                       | 35                      | 29                      | 3                       | 3                       |
| A. da Silva   | 25                | 245               | 132               | 103               | 11                | 1                   | 10                  | 6                   | 3                   | 1                   | 4                       | 29                      | 17                      | 11                      | 1                       |
| C. da Silva   | 24                | 49                | 26                | 16                | 7                 | 4                   | 2                   | 2                   | 0                   | 0                   | 4                       | 7                       | 2                       | 2                       | 3                       |
| N. de Araújo  | 27                | 0                 | 0                 | 0                 | 0                 | 3                   | 0                   | 0                   | 0                   | 0                   | 4                       | 0                       | 0                       | 0                       | 0                       |
| S. Kuznecova  | 27                | 499               | 431               | 36                | 32                | 4                   | 29                  | 22                  | 4                   | 3                   | 3                       | 42                      | 34                      | 4                       | 4                       |
| G. Martins    | 4                 | 2                 | 2                 | 0                 | 0                 | 1                   | 0                   | 0                   | 0                   | 0                   | 2                       | 1                       | 1                       | 0                       | 0                       |
| M. Pavão      | 26                | 254               | 223               | 17                | 14                | 4                   | 3                   | 3                   | 0                   | 0                   | 4                       | 50                      | 44                      | 6                       | 0                       |
| S. Pinto      | 6                 | 0                 | 0                 | 0                 | 0                 | 3                   | 0                   | 0                   | 0                   | 0                   | 0                       | 0                       | 0                       | 0                       | 0                       |
| D. Rabadžieva | 12                | 39                | 30                | 6                 | 3                 | 4                   | 29                  | 26                  | 1                   | 2                   | -                       | -                       | -                       | -                       | -                       |
| N. Rios       | 19                | 30                | 11                | 13                | 6                 | 4                   | 5                   | 1                   | 2                   | 2                   | 3                       | 2                       | 1                       | 0                       | 1                       |
| T. Santos     | 24                | 181               | 154               | 18                | 9                 | 4                   | 93                  | 82                  | 4                   | 7                   | 3                       | 21                      | 16                      | 2                       | 3                       |
| M. Silva      | 26                | 177               | 127               | 35                | 15                | 3                   | 22                  | 15                  | 2                   | 5                   | 4                       | 31                      | 23                      | 7                       | 1                       |
| P. Souza      | 12                | 37                | 33                | 3                 | 1                 | 3                   | 9                   | 9                   | 0                   | 0                   | 3                       | 17                      | 13                      | 1                       | 3                       |
| L. Viezel     | 15                | 96                | 59                | 31                | 6                 | 3                   | 33                  | 25                  | 6                   | 2                   | 1                       | 9                       | 5                       | 3                       | 1                       |

P = presenze; PT = punti totali; AV = attacchi vincenti; MV = muri vincenti; BV = battute vincenti

NB: Non sono disponibili i dati relativi alla Coppa del Brasile, alla Supercoppa brasiliana e, di conseguenza, quelli totali.